# Обернені міцелярні розчини
Обернені міцелярні розчини (рос. обращенные мицеллярные растворы; англ. inverted micellar solutions; нім. Invertmizellarspülungen f pl) – рідини глушіння свердловин на вуглеводневій основі – дисперсні системи з дуже низькими значеннями міжфазного натягу на границі нафта–вода, які сприяють самовільному приєднанню до них значних об’ємів води (до 20% від загального об’єму) при необмеженому змішуванні з вуглеводнями. 
Обернені міцелярні розчини, приготовлені на основі нейтралізованого чорного контакту (НЧК) і пластової води, мають густину 1160–1170 кг/м³, стійкі за температур до 80 °С. 
Міцелярним розчином у кількості 4–6 м³ заповнюють свердловину в зоні фільтра, а вище – іншою рідиною глушіння (наприклад, водою для створення протитиску на пласт). 
Показники роботи свердловини в 1,6–1,8 разу кращі, ніж у разі глушіння водою. 
Якщо рідини глушіння на вуглеводневій основі не містять твердої фази, то їх густина не перевищує 1160 кг/м³. 